# Симон Август (граф Липпе)
Симон Август Липпский (нем. Simon August von Lippe; 12 июня 1727, Детмольд — 1 мая 1782, Детмольд) — граф Липпе-Детмольда в 1734—1782 годах.

## Биография
Симон Август — сын графа Симона Генриха Адольфа Липпского и его супруги Иоганны Вильгельмины Нассау-Идштейнской, дочери князя Георга Августа Нассау-Идштейнского. До 1747 года регентом при Симоне Августе состояла его мать. Под влиянием идей Просвещения Симон Август ввёл в своём графстве новые порядки и в 1749 году при участии Адольфа фон Гилленсберга установил бюджет графства, по которому расходы не должны превышать доходов. Современные Детмольдские сберегательные кассы и страховое общество защиты от пожаров ведут своё начало именно со времён графа Симона Августа. Граф также приобрёл солеварню в Зальцуфлене и превратил Мейнберг в водолечебницу.
В 1775 году Симон Август создал кассы для поддержки нуждающихся подданных. По переписи населения 1776 года в Липпе проживало 49 416 человек.

## Браки и потомки
Симон Август был женат четыре раза. В 1750 году он женился на Поликсене Луизе Нассау-Вейльбургской (1733—1764), дочери князя Карла Августа Нассау-Вейльбургского. В этом браке родилась дочь:
- Вильгельмина Каролина Липпская (6 июля 1751 — 4 апреля 1753), умер в младенчестве.

В 1765 году граф Симон Август женился на Марии Леопольдине Ангальт-Дессауской, дочери Леопольда II Ангальт-Дессауского и Гизелы Агнессы Ангальт-Кетенской. Мария Леопольдина родила ему сына:
- Леопольд I Липпский (2 декабря 1767 — 4 апреля 1802), следующий граф Липпе-Детмольда.

После смерти Марии Леопольдины Симон Август женился на её сестре Казимире Ангальт-Дессауской. В третьем браке родился один сын:
- Казимир Август Липпский (9 октября 1777 — 27 мая 1809), женат не был. Детей не имел.

Четвёртый брак Симон Август Липпский заключил в 1780 году с Кристиной Сольмс-Браунфельсской (1744—1823), дочерью князя Фридриха Вильгельма Сольмс-Браунфельсского. Детей у них не было.